# Richard Dimbleby
Frederick Richard Dimbleby, CBE (25 de maig de 1913 - 22 de desembre de 1965) va ser un periodista i locutor anglès, que es va convertir en el primer corresponsal de guerra de la BBC i després en el seu principal comentarista de notícies de televisió.
Com a amfitrió del programa d'actualitats Panorama, va ser pioner en un estil popular d'entrevistes que era respectuós, però investigador. En esdeveniments públics formals, va poder combinar la seriositat amb idees creatives basades en una investigació extensa. També va ser capaç de mantenir l'interès al llarg dels especials nocturns durant les eleccions.
La conferència anual Richard Dimbleby va ser fundada en la seva memòria.

## Biografia

### Primers anys
Dimbleby va néixer vora Richmond, Surrey, fill de Gwendoline Mabel (Bolwell) i del periodista Frederick Jabez George Dimbleby. Va estudiar a la Mill Hill School, i començà la seva carrera el 1931 al Richmond and Twickenham Times, que havia comprat el seu avi el 1894.
Després va treballar com a reporter de notícies al Southern Evening Echo de Southampton, abans d'incorporar-se a la BBC com a reporter informatiu de ràdio el 1936, passant a cobrir la primera gira reial al Canadà, i es va convertir en el seu primer corresponsal de guerra. Va acompanyar al Cos Expedicionari Britànic a França i va retransmetre la primera batalla d'El Alamein i a les platges de Normandia durant el desembarcament aliat.
Durant la guerra, va volar una vintena d'incursions com a observador del Comandament de Bombarders de la RAF, inclòs un sobre Berlín, gravant comentaris per emetre's l'endemà. Va ser un dels primers periodistes que va experimentar amb transmissions externes no convencionals, com quan va volar en un de Havilland Mosquito acompanyant un bombardeig a França, o submergit en un vestit de busseig.
L'abril del 1945, com a corresponsal de guerra de la BBC, va acompanyar a la 11a Divisió Blindada britànica en l'alliberament del camp de concentració de Bergen-Belsen, i hi va fer un dels primers informes. La seva descripció del que va veure va ser tan gràfica que la BBC es va negar a retransmetre el seu enviament durant quatre dies, i només va cedir quan va amenaçar amb dimitir:
| « | Vaig passar per la barrera i em vaig trobar al món d'un malson. Cossos morts, alguns d'ells en mal estat, estaven llançats per la carretera i al llarg de les vies trencades […] Dins de les casetes era encara pitjor. En els darrers cinc anys he vist moltes coses terribles, però res que s'aproximi al terrible interior d'aquesta caseta de Belsen. Els morts i els moribunds estaven junts. Vaig recórrer cadàver sobre cadàver a través de la penombra, fins que vaig sentir una veu que s'aixecava suaument. He trobat una noia. Era un esquelet viu, impossible de mesurar la seva edat, perquè no li quedava gairebé cap cabell al cap, i el seu rostre només era un full de pergamí groc, amb dos forats per als ulls […] Alguns nadons van néixer a Belsen, alguns d'ells encongits, petites coses que no podien viure perquè les mares no els podien alimentar. Una dona, trastocada fins a la bogeria, es va llançar a un soldat britànic que feia guàrdia al campament durant la nit en què va arribar l'11a divisió blindada. Li va demanar que li donés una mica de llet, per al petit nadó que tenia als braços. Va posar la criatura a terra, es va llançar als peus dels sentinelles i es va besar les botes. I quan, en la seva angoixa, li van demanar que s'aixequés, ella va posar el nadó entre els seus braços i va fugir, plorant que trobaria llet perquè no hi havia llet al pit. I quan el soldat va obrir el paquet de draps per mirar el nen, va descobrir que era mort des de feia dies […] Mai no he vist soldats britànics tan afectats per la fúria freda com els homes que van obrir el campament de Belsen aquesta setmana, i els de la policia i de la RAMC, que ara estan intentant salvar els presoners que no han mort de fam. | » |

Va descriure en una sola emissió l'interior destrossat de la cancelleria del Reich de Hitler en el moment del final de la guerra.

### Carrera com a locutor
Després de la guerra, Dimbleby va passar a la televisió, convertint-se en el principal comentarista de notícies de la BBC, i potser és més recordat com a comentarista en diverses ocasions públiques importants. Aquests van incloure la coronació d'Elisabet II del Regne Unit el 1953 i els funerals de Jordi VI, John F. Kennedy i Winston Churchill. Va escriure un llibre sobre la coronació, Elizabeth Our Queen, que es va lliurar de manera gratuïta a molts escolars del moment. També va escriure una novel·la criminal de Londres Storm at the Hook, publicada el 1948.
Va participar en la primera retransmissió de televisió d'Eurovisió el 1951 i va aparèixer en la primera transmissió en televisió en directe des de la Unió Soviètica el 1961. També va presentar un programa especial al juliol de 1962 mostrant el primer senyal de televisió en directe des dels Estats Units a través del satèl·lit Telstar. A més del periodisme, va participar en programes de ràdio més lleugers com Twenty Questions (com a membre del panell) i Down Your Way (com a convidat).
A partir de 1955 va ser l'amfitrió del programa d'actualitat Panorama. Va ser capaç de mantenir els seus talents informatius visitant llocs com Berlín, que es trobava davant de la Porta de Brandenburg una setmana abans que es construís el mur de Berlín a través d'ella per les autoritats comunistes d'Alemanya de l'Est.
La reputació de Dimbleby es va basar en la seva capacitat de descriure els esdeveniments amb claredat, però, amb el sentit del drama i la poesia dels esdeveniments d'estat que va cobrir. Alguns exemples van incloure la malaltia de Jordi VI a Westminster Hall, on va representar la quietud dels guàrdies com estàtues als quatre racons del cadafalc, o la descripció dels tambors al funeral de Kennedy que, segons ell, "colpeja com les pulsacions del cor d'un home." El seu comentari per al funeral de Churchill el gener de 1965 va ser l'últim esdeveniment estatal que va comentar.
Per reproduir els seus comentaris, va dur a terme investigacions enciclopèdiques sobre tots els aspectes dels grans esdeveniments, la seva història i la de les cerimònies que es van dur a terme i les personalitats implicades. Aquesta va ser una part necessària dels comentaris de la ràdio, que es van traslladar a la cobertura televisiva. També podia improvisar si hi havia retards en el calendari. El seu públic sempre va sentir que estaven en "mans segures", especialment en els programes Panorama com el que va tractar la crisi dels míssils de Cuba.
Inevitablement, a causa de la seva estreta associació amb les figures de l'establishment i de la reialesa, hom van criticar el seu estil de "tons atòns" parlant en esdeveniments estatals, afirmant que era pompós. En una entrevista se'n va riure d'aquests atacs explicant que, tot i que havia d'utilitzar un micròfon especial que li cobria la boca per evitar que el seu discurs interrompís l'atmosfera solemne, encara havia d'alçar la veu per evitar que la seva veu se'l portés. Es va demostrar un toc més comú en les seves transmissions amistoses com Down Your Way, on va conèixer milers de persones comuns a les ciutats i als pobles i a nombrosos sindicalistes, polítics i industrials, etc., que van aparèixer a Panorama i altres programes. Dimbleby també va mostrar resistència i impertorbabilitat en les emissions de marató nocturnes des de les 22.00 hores quan tancaven les enquestes, fins a les 6 o les 7 del matí de l'endemà.

### Controvèrsia i comèdia
Durant la seva estada a Panorama, Dimbleby va narrar la famosa broma de l'arbre d'espaguetis l'1 d'abril de 1957, com una broma del dia d'enganyar.
Després de comentar durant mitja hora la visita d'Estat el 1965 d'Elisabet II a Alemanya Occidental, Dimbleby va pronunciar "Jesús va plorar]", desconeixent que el micròfon estava en directe, després de descobrir que les imatges del televisor havien fallat durant 30 minuts, el que significava que hauria de repetir el comentari de nou.

## Vida privada i honors
Dimbleby es va casar amb Dilys Thomas a Copthorne, West Sussex en 1937. la parella va tenir quatre fills, dos dels quals, David i Jonathan, han seguit els seus passos per convertir-se en figures de la radiodifusió per dret propi (David a la BBC, Jonathan a ITN). A més, el tercer fill de Dimbleby, Nicholas, va esculpir la placa amb el nom del seu pare que es va col·locar a Poets' Corner en 1990.
En juny de 1946 Dimbleby fou nomenat oficial de l'Orde de l'Imperi Britànic (OBE) pels seus serveis com a corresponsal de guerra. En els Queen's Birthday Honours de 1959 fou promogut a comandant de l'Orde de l'Imperi Britànic (OBE).

## Mort i llegat
Richard Dimbledy va morir el 22 de desembre de 1965 al St Thomas' Hospital de Londres, a l'edat de 52 anys. Patia de càncer de testicle, que havia estat diagnosticat cinc anys abans. Dues setmanes abans de la seva mort, es va presentar un documental sobre els vincles entre el tabaquisme i el càncer de pulmó. Va ser útil en la construcció de consciència pública de la malaltia i la inversió de més recursos per trobar una cura. En memòria seva es va fundar la Richard Dimbleby Cancer Fund. Dimbleby fou cremat, la cerimònia va rebreublicitat a nivell nacional.
La "Celebration of a Broadcaster" de 1986, en honor de Dimbleby, es va celebrar a l'abadia de Westminster. L'abril de 2013 va ser homenatjat pel Royal Mail al Regne Unit, ja que una de les sis persones seleccionades com a tema per a la publicació del segell postal commemoratiu dels "grans britànics".